# Arrondissement de Vichy
Pour les articles homonymes, voir Vichy (homonymie).
L'arrondissement de Vichy est une division administrative française, située dans le département de l'Allier et la région Auvergne-Rhône-Alpes.

## Composition

### Ancienne composition avant redécoupage communal de 2011
La composition de l'arrondissement de Vichy par cantons dans le découpage en vigueur en 2011 :
- canton de Cusset-Nord, qui groupe 4 communes :
Bost, Creuzier-le-Neuf, Creuzier-le-Vieux et Cusset (fraction de commune) ;
- canton de Cusset-Sud, qui groupe 8 communes :
Abrest, Busset, La Chapelle, Cusset (fraction de commune), Mariol, Molles, Saint-Yorre et Le Vernet ;
- canton du Donjon, qui groupe 13 communes :
Avrilly, Le Bouchaud, Chassenard, Le Donjon, Lenax, Loddes, Luneau, Montaiguët-en-Forez, Montcombroux-les-Mines, Neuilly-en-Donjon, Le Pin, Saint-Didier-en-Donjon et Saint-Léger-sur-Vouzance ;
- canton d'Escurolles, qui groupe 13 communes :
Bellerive-sur-Allier, Broût-Vernet, Brugheas, Charmeil, Cognat-Lyonne, Escurolles, Espinasse-Vozelle, Hauterive, Saint-Didier-la-Forêt, Saint-Pont, Saint-Rémy-en-Rollat, Serbannes et Vendat ;
- canton de Gannat, qui groupe 12 communes :
Bègues, Biozat, Charmes, Gannat, Jenzat, Le Mayet-d'École, Mazerier, Monteignet-sur-l'Andelot, Poëzat, Saint-Bonnet-de-Rochefort, Saint-Priest-d'Andelot et Saulzet ;
- canton de Jaligny-sur-Besbre, qui groupe 12 communes :
Bert, Châtelperron, Chavroches, Cindré, Jaligny-sur-Besbre, Liernolles, Saint-Léon, Sorbier, Thionne, Treteau, Trézelles et Varennes-sur-Tèche ;
- canton de Lapalisse, qui groupe 15 communes :
Andelaroche, Arfeuilles, Barrais-Bussolles, Billezois, Le Breuil, Châtelus, Droiturier, Isserpent, Lapalisse, Périgny, Saint-Christophe, Saint-Étienne-de-Vicq, Saint-Pierre-Laval, Saint-Prix et Servilly ;
- canton du Mayet-de-Montagne, qui groupe 11 communes :
Arronnes, La Chabanne, Châtel-Montagne, Ferrières-sur-Sichon, La Guillermie, Laprugne, Lavoine, Le Mayet-de-Montagne, Nizerolles, Saint-Clément et Saint-Nicolas-des-Biefs ;
- canton de Varennes-sur-Allier, qui groupe 15 communes :
Billy, Boucé, Créchy, Langy, Magnet, Montaigu-le-Blin, Montoldre, Rongères, Saint-Félix, Saint-Gérand-le-Puy, Saint-Germain-des-Fossés, Saint-Loup, Sanssat, Seuillet et Varennes-sur-Allier ;
- canton de Vichy-Nord, limité à 1 commune :
Vichy (fraction de commune) ;
- canton de Vichy-Sud, limité à 1 commune :
Vichy (fraction de commune).

En 2017, les limites changent, quatorze communes de l'arrondissement de Montluçon et trois de Moulins sont intégrées au territoire de Bellenaves, Chirat-l’Église, Chouvigny, Coutansouze, Ébreuil, Échassières, Lalizolle, Louroux-de-Bouble, Nades, Naves, Sussat, Valignat, Veauce, Vicq pour l'arrondissement de Montluçon et Target, Monestier et Chezelle pour l'arrondissement de Moulins. Toutefois, Chassenard est retirée de l’arrondissement et rattachée à celui de Moulins.

### Ancien découpage communal de 2015 à 2023
Depuis 2015, le nombre de communes des arrondissements varie chaque année soit du fait du redécoupage cantonal de 2014 qui a conduit à l'ajustement de périmètres de certains arrondissements, soit à la suite de la création de communes nouvelles. Le nombre de communes de l'arrondissement de Vichy est ainsi de 103 en 2015, 103 en 2016 et 119 en 2017.

### Découpage communal actuel depuis 2024
La composition de l'arrondissement est modifiée par l'arrêté préfectoral du 2 janvier 2024 prenant effet au 1er janvier 2024, le nombre de communes passant de 119 à 160.
Au 1er janvier 2024, l'arrondissement groupe les 160 communes suivantes :
1. Abrest
2. Andelaroche
3. Arfeuilles
4. Arronnes
5. Avrilly
6. Barberier
7. Barrais-Bussolles
8. Bayet
9. Beaulon
10. Bègues
11. Bellenaves
12. Bellerive-sur-Allier
13. Bert
14. Billezois
15. Billy
16. Biozat
17. Bost
18. Boucé
19. Le Bouchaud
20. Bransat
21. Le Breuil
22. Broût-Vernet
23. Brugheas
24. Busset
25. Cesset
26. La Chabanne
27. Chantelle
28. La Chapelle
29. Chareil-Cintrat
30. Charmeil
31. Charmes
32. Charroux
33. Chassenard
34. Châtel-Montagne
35. Châtelperron
36. Châtelus
37. Chavroches
38. Chezelle
39. Chirat-l'Église
40. Chouvigny
41. Cindré
42. Cognat-Lyonne
43. Contigny
44. Coulanges
45. Coutansouze
46. Créchy
47. Creuzier-le-Neuf
48. Creuzier-le-Vieux
49. Cusset
50. Deneuille-lès-Chantelle
51. Diou
52. Dompierre-sur-Besbre
53. Le Donjon
54. Droiturier
55. Ébreuil
56. Échassières
57. Escurolles
58. Espinasse-Vozelle
59. Étroussat
60. Ferrières-sur-Sichon
61. La Ferté-Hauterive
62. Fleuriel
63. Fourilles
64. Gannat
65. La Guillermie
66. Hauterive
67. Isserpent
68. Jaligny-sur-Besbre
69. Jenzat
70. Laféline
71. Lalizolle
72. Langy
73. Lapalisse
74. Laprugne
75. Lavoine
76. Lenax
77. Liernolles
78. Loddes
79. Loriges
80. Louchy-Montfand
81. Louroux-de-Bouble
82. Luneau
83. Magnet
84. Marcenat
85. Mariol
86. Le Mayet-d'École
87. Le Mayet-de-Montagne
88. Mazerier
89. Mercy
90. Molinet
91. Molles
92. Monestier
93. Monétay-sur-Allier
94. Monétay-sur-Loire
95. Montaiguët-en-Forez
96. Montaigu-le-Blin
97. Montcombroux-les-Mines
98. Monteignet-sur-l'Andelot
99. Montoldre
100. Montord
101. Nades
102. Naves
103. Neuilly-en-Donjon
104. Nizerolles
105. Paray-sous-Briailles
106. Périgny
107. Pierrefitte-sur-Loire
108. Le Pin
109. Poëzat
110. Rongères
111. Saint-Bonnet-de-Rochefort
112. Saint-Christophe-en-Bourbonnais
113. Saint-Clément
114. Saint-Didier-en-Donjon
115. Saint-Didier-la-Forêt
116. Saint-Étienne-de-Vicq
117. Saint-Félix
118. Saint-Gérand-de-Vaux
119. Saint-Gérand-le-Puy
120. Saint-Germain-de-Salles
121. Saint-Germain-des-Fossés
122. Saint-Léger-sur-Vouzance
123. Saint-Léon
124. Saint-Loup
125. Saint-Nicolas-des-Biefs
126. Saint-Pierre-Laval
127. Saint-Pont
128. Saint-Pourçain-sur-Besbre
129. Saint-Pourçain-sur-Sioule
130. Saint-Priest-d'Andelot
131. Saint-Prix
132. Saint-Rémy-en-Rollat
133. Saint-Voir
134. Saint-Yorre
135. Saligny-sur-Roudon
136. Sanssat
137. Saulcet
138. Saulzet
139. Serbannes
140. Servilly
141. Seuillet
142. Sorbier
143. Sussat
144. Target
145. Taxat-Senat
146. Le Theil
147. Thionne
148. Treteau
149. Trézelles
150. Ussel-d'Allier
151. Valignat
152. Varennes-sur-Allier
153. Varennes-sur-Tèche
154. Vaumas
155. Veauce
156. Vendat
157. Le Vernet
158. Verneuil-en-Bourbonnais
159. Vichy
160. Vicq

## Démographie

### Évolution de la population
En 2022, l'arrondissement comptait 153 462 habitants.
| 1968    | 1975    | 1982    | 1990    | 1999    | 2006    | 2011    | 2016    | 2021    |
| ------- | ------- | ------- | ------- | ------- | ------- | ------- | ------- | ------- |
| 129 639 | 127 810 | 126 672 | 124 073 | 120 164 | 120 650 | 121 522 | 124 896 | 153 276 |

| 2022    | - | - | - | - | - | - | - | - |
| ------- | - | - | - | - | - | - | - | - |
| 153 462 | - | - | - | - | - | - | - | - |

### Pyramide des âges
| Hommes | Classe d’âge | Femmes |
| ------ | ------------ | ------ |
| 0,7    | 90 ans ou +  | 1,9    |
| 9,9    | 75 à 89 ans  | 14,4   |
| 17,8   | 60 à 74 ans  | 18,2   |
| 21,5   | 45 à 59 ans  | 20,2   |
| 18     | 30 à 44 ans  | 16,6   |
| 15,1   | 15 à 29 ans  | 13,9   |
| 16,9   | 0 à 14 ans   | 14,7   |

| Hommes | Classe d’âge | Femmes |
| ------ | ------------ | ------ |
| 0,7    | 90 ans ou +  | 1,8    |
| 9,5    | 75 à 89 ans  | 14,1   |
| 17,6   | 60 à 74 ans  | 18     |
| 21,9   | 45 à 59 ans  | 20,8   |
| 18,2   | 30 à 44 ans  | 17     |
| 15,3   | 15 à 29 ans  | 13,4   |
| 16,7   | 0 à 14 ans   | 14,9   |

## Liste de sous-préfets
| Période         | Période           | Identité              | Fonction précédente                                                                 | Observation                                                                                   |
| --------------- | ----------------- | --------------------- | ----------------------------------------------------------------------------------- | --------------------------------------------------------------------------------------------- |
|                 |                   |                       |                                                                                     |                                                                                               |
| 1er août 1945   | 15 janvier 1947   | Marcel Diebolt        | Déporté à Buchenwald, Dachau, et rapatrié                                           | Nommé secrétaire général de la préfecture de Bas-Rhin                                         |
|                 |                   |                       |                                                                                     |                                                                                               |
| mars 1995       |                   | Mme Janine Louis      |                                                                                     |                                                                                               |
|                 |                   |                       |                                                                                     |                                                                                               |
| juillet 2005    |                   | Jean-Pierre Maurice   |                                                                                     |                                                                                               |
|                 |                   |                       |                                                                                     |                                                                                               |
| fin 2011        | août 2013,        | Mme Fabienne Balussou |                                                                                     |                                                                                               |
| 27 août 2013    | 25 mai 2016       | Jean Almazan          | Sous-préfet de La Trinité                                                           | Inspecteur de la jeunesse et des sports Secrétaire général aux affaires régionales de Mayotte |
| septembre 2016  | 4 mars 2021       | Sylvaine Astic        | Administration centrale - sécurité civile                                           | Nommée sous-préfète de Roanne,                                                                |
| 25 mai 2021     | 27 septembre 2023 | Véronique Beuve,      | Sous-préfète de Saint-Benoît                                                        | Nommée sous-préfète de Saint-Laurent-du-Maroni,                                               |
| 4 décembre 2023 | En cours          | Michel Tournaire      | Coordonnateur pour la sécurité auprès des préfets de Haute-Corse et de Corse-du-Sud |                                                                                               |